# 강신조
강신조(姜信祚, 1935년 1월 4일~)는 대한민국의 정치인이다. 제14대 국회의원을 지냈다.

## 학력
- 춘양초등학교
- 경복중학교 졸업
- 경복고등학교 졸업
- 연세대학교 정치외교학과 학사
- 한양대학교 대학원 경영학 석사
- 영남대학교 대학원 경영학 박사

## 경력
- 화란 사회과학연구원 경제계획과정 디플로마
- 경제기획원 경제조사과장, 경협총괄과장(서기관)
- 주 독일ㆍ주 벨기에ㆍ주 EC대표부 참사관, 경제기획원 투자진흥국장(이사관)
- 주 프랑스대사관 경제공사, 기획원 경협차관보, 공정거래위원, 국방부 제2차관보(1급)
- 경제기획원 해외협력위 기획단장(차관급)
- 한국조폐공사 사장
- 동양투자신탁 사장
- 중앙대학교 경제학과 겸임교수
- 신한국당 국정자문위원
- 새천년민주당 국정자문위원
- 자유민주연합 외교행정특임자문위원
- 사단법인 경제문화포럼 회장(현재)
- 국회 외무통일위 간사, 재경위, 예결위, IPU총회 부의장
- (주)합 파이낸스 대표이사 사장
- (주)마이다스에셋 자산운용 대표이사 및 고문
- (주)모두원IB 회장

## 역대 선거 결과
|  | 50.68% |

|  | 10.20% |